# 航空保安庁
航空保安庁（こうくうほあんちょう、Aeronautical Aids Agency）は、1949年から1950年まで存在した日本の行政機関の一つ。電気通信省の外局として設置され、航空保安全般を所掌した。廃止後、業務は航空庁に継承された。長は航空保安庁長官。

## 沿革
- 1949年（昭和24年）6月1日 - 電気通信省の外局として航空保安庁設置[2]。
- 1950年（昭和25年）12月12日 - 航空保安庁が廃止となる[3]。

## 長官
- 1949年（昭和24年）6月1日 - 1950年（昭和25年）12月12日:松尾靜麿